# Giro d'Italia 1990
Il Giro d'Italia 1990, settantatreesima edizione della "Corsa Rosa", si svolse in venti tappe svoltesi dal 18 maggio al 6 giugno 1990, per un percorso totale di 3 450 km. Fu vinto da Gianni Bugno con il tempo di 91h51'04" alla media di 37,609 km/h. Il podio fu completato dalla seconda e terza posizione in classifica del francese Charly Mottet e dell'italiano Marco Giovannetti rispettivamente con un ritardo di 6'33" e di 9'01".
Bugno dominò il Giro, guidando la classifica generale dalla prima tappa all'ultima tappa, impresa riuscita precedentemente solo a Girardengo nel 1919, Binda nel 1927 e Merckx nel 1973.
Venne trasmesso in tv da Raidue e in radio da Rai Radio1.

## Tappe
| Tappa  | Data      | Percorso                                              | km    | Vincitore di tappa | Leader cl. generale |
| ------ | --------- | ----------------------------------------------------- | ----- | ------------------ | ------------------- |
| 1ª     | 18 maggio | Bari (cron. individuale)                              | 13    | Gianni Bugno       | Gianni Bugno        |
| 2ª     | 19 maggio | Bari > Sala Consilina                                 | 239   | Giovanni Fidanza   | Gianni Bugno        |
| 3ª     | 20 maggio | Sala Consilina > Monte Vesuvio                        | 190   | Eduardo Chozas     | Gianni Bugno        |
| 4ª-1ª  | 21 maggio | Ercolano > Nola                                       | 31    | Stefano Allocchio  | Gianni Bugno        |
| 4ª-2ª  | 21 maggio | Nola > Sora                                           | 164   | Phil Anderson      | Gianni Bugno        |
| 5ª     | 22 maggio | Sora > Teramo                                         | 233   | Fabrizio Convalle  | Gianni Bugno        |
| 6ª     | 23 maggio | Teramo > Fabriano                                     | 200   | Luca Gelfi         | Gianni Bugno        |
| 7ª     | 24 maggio | Fabriano > Vallombrosa                                | 197   | Gianni Bugno       | Gianni Bugno        |
| 8ª     | 25 maggio | Reggello > Marina di Pietrasanta                      | 188   | Stefano Allocchio  | Gianni Bugno        |
| 9ª     | 26 maggio | La Spezia > Langhirano                                | 176   | Volodymyr Pulnikov | Gianni Bugno        |
| 10ª    | 27 maggio | Grinzane Cavour > Cuneo (cron. individuale)           | 68    | Luca Gelfi         | Gianni Bugno        |
| 11ª    | 28 maggio | Cuneo > Lodi                                          | 241   | Adriano Baffi      | Gianni Bugno        |
| 12ª    | 29 maggio | Brescia > Baselga di Piné                             | 193   | Éric Boyer         | Gianni Bugno        |
| 13ª    | 30 maggio | Baselga di Piné > Udine                               | 224   | Mario Cipollini    | Gianni Bugno        |
| 14ª    | 31 maggio | Klagenfurt (A) > Klagenfurt (A)                       | 164   | Allan Peiper       | Gianni Bugno        |
| 15ª    | 1º giugno | Velden am Wörther See (A) > Dobbiaco                  | 226   | Éric Boyer         | Gianni Bugno        |
| 16ª    | 2 giugno  | Dobbiaco > Passo Pordoi                               | 171   | Charly Mottet      | Gianni Bugno        |
| 17ª    | 3 giugno  | Moena > Aprica                                        | 223   | Leonardo Sierra    | Gianni Bugno        |
| 18ª    | 4 giugno  | Aprica > Gallarate                                    | 180   | Adriano Baffi      | Gianni Bugno        |
| 19ª    | 5 giugno  | Gallarate > Sacro Monte di Varese (cron. individuale) | 39    | Gianni Bugno       | Gianni Bugno        |
| 20ª    | 6 giugno  | Milano > Milano                                       | 90    | Mario Cipollini    | Gianni Bugno        |
| Totale | Totale    | Totale                                                | 3 450 |                    |                     |

## Squadre e corridori partecipanti
| N.      | Cod. | Squadra                 |
| ------- | ---- | ----------------------- |
| 1-9     | CAS  | Castorama-Raleigh       |
| 11-19   | ALF  | Alfa Lum-BFB Bruciatori |
| 21-29   | AMO  | Amore & Vita-Fanini     |
| 31-39   | CAR  | Carrera-Vagabond        |
| 41-49   | CLA  | CLAS-Cajastur           |
| 51-59   | ARI  | Ceramiche Ariostea      |
| 61-69   | DEL  | Del Tongo-Rex           |
| 71-79   | DIA  | Diana-Colnago-Animex    |
| 81-89   | FRA  | Frank-Monte Tamaro      |
| 91-99   | GIS  | Gis Gelati-Benotto      |
| 101-109 | ITA  | Italbonifica-Navigare   |

| N.      | Cod. | Squadra                   |
| ------- | ---- | ------------------------- |
| 111-119 | JOL  | Jolly Componibili-Club 88 |
| 121-129 | MAL  | Malvor-Sidi               |
| 131-139 | ONC  | ONCE                      |
| 141-149 | PAN  | Panasonic-Sportlife       |
| 151-159 | RMO  | R.M.O.-Mavic              |
| 161-169 | CHA  | Salotti Château d'Ax      |
| 171-179 | SEL  | Selle Italia-Eurocar      |
| 181-189 | SEU  | Seur                      |
| 191-199 | 7EL  | 7-Eleven-Hoonved          |
| 201-209 | TVM  | TVM-Yoko                  |
| 211-219 | Z    | Z-Sanson                  |

## Dettagli delle tappe

### 1ª tappa
- 18 maggio: Bari – Cronometro individuale – 13 km

Risultati
| Pos. | Squadra       | Squadra      | Tempo  |
| ---- | ------------- | ------------ | ------ |
| 1    | Gianni Bugno  | Château d'Ax | 15'19" |
| 2    | Thierry Marie | Castorama    | a 3"   |
| 3    | Lech Piasecki | Diana        | a 9"   |

| Pos. | Corridore     | Squadra      | Tempo  |
| ---- | ------------- | ------------ | ------ |
| 1    | Gianni Bugno  | Château d'Ax | 15'19" |
| 2    | Thierry Marie | Castorama    | a 3"   |
| 3    | Lech Piasecki | Diana        | a 9"   |

### 2ª tappa
- 19 maggio:  Bari > Sala Consilina  – 239 km

Risultati
| Pos. | Corridore        | Squadra      | Tempo    |
| ---- | ---------------- | ------------ | -------- |
| 1    | Giovanni Fidanza | Château d'Ax | 6h33'14" |
| 2    | Laurent Fignon   | Castorama    | s.t.     |
| 3    | Charly Mottet    | R.M.O.       | s.t.     |

| Pos. | Corridore     | Squadra      | Tempo    |
| ---- | ------------- | ------------ | -------- |
| 1    | Gianni Bugno  | Château d'Ax | 6h48'33" |
| 2    | Thierry Marie | Castorama    | a 1"     |
| 3    | Lech Piasecki | Diana        | 9"       |

### 3ª tappa
- 20 maggio: Sala Consilina > Monte Vesuvio – 190 km

Risultati
| Pos. | Corridore       | Squadra      | Tempo    |
| ---- | --------------- | ------------ | -------- |
| 1    | Eduardo Chozas  | ONCE         | 5h00'08" |
| 2    | Gianni Bugno    | Château d'Ax | a 26"    |
| 3    | Acácio da Silva | Carrera      | a 33"    |

| Pos. | Corridore      | Squadra      | Tempo     |
| ---- | -------------- | ------------ | --------- |
| 1    | Gianni Bugno   | Château d'Ax | 11h48'59" |
| 2    | Eduardo Chozas | ONCE         | a 43"     |
| 3    | Daniel Steiger | Frank        | a 57"     |

### 4ª tappa - 1ª semitappa
- 21 maggio: Ercolano > Nola – 31 km

Risultati
| Pos. | Corridore         | Squadra      | Tempo  |
| ---- | ----------------- | ------------ | ------ |
| 1    | Stefano Allocchio | Italbonifica | 39'26" |
| 2    | Jan Schur         | Château d'Ax | s.t.   |
| 3    | Danilo Gioia      | Gis Gelati   | s.t.   |

| Pos. | Corridore      | Squadra      | Tempo     |
| ---- | -------------- | ------------ | --------- |
| 1    | Gianni Bugno   | Château d'Ax | 12h28'25" |
| 2    | Eduardo Chozas | ONCE         | a 43"     |
| 3    | Daniel Steiger | Frank        | a 57"     |

### 4ª tappa - 2ª semitappa
- 21 maggio: Nola > Sora – 164 km

Risultati
| Pos. | Corridore           | Squadra   | Tempo    |
| ---- | ------------------- | --------- | -------- |
| 1    | Phil Anderson       | TVM       | 3h54'16" |
| 2    | Christophe Lavainne | Castorama | s.t.     |
| 3    | Adriano Baffi       | Ariostea  | a 1"     |

| Pos. | Corridore      | Squadra      | Tempo     |
| ---- | -------------- | ------------ | --------- |
| 1    | Gianni Bugno   | Château d'Ax | 16h22'42" |
| 2    | Eduardo Chozas | ONCE         | a 43"     |
| 3    | Daniel Steiger | Frank        | a 57"     |

### 5ª tappa
- 22 maggio: Sora > Teramo – 233 km

Risultati
| Pos. | Corridore               | Squadra      | Tempo    |
| ---- | ----------------------- | ------------ | -------- |
| 1    | Fabrizio Convalle       | Amore & Vita | 5h52'11" |
| 2    | Andrei Tchmil           | Alfa Lum     | a 4"     |
| 3    | Gilbert Duclos-Lassalle | Z            | s.t.     |

| Pos. | Corridore      | Squadra      | Tempo     |
| ---- | -------------- | ------------ | --------- |
| 1    | Gianni Bugno   | Château d'Ax | 22h15'35" |
| 2    | Eduardo Chozas | ONCE         | a 37"     |
| 3    | Daniel Steiger | Frank        | a 57"     |

### 6ª tappa
- 23 maggio: Teramo > Fabriano – 200 km

Risultati
| Pos. | Corridore        | Squadra   | Tempo    |
| ---- | ---------------- | --------- | -------- |
| 1    | Luca Gelfi       | Del Tongo | 5h26'16" |
| 2    | Massimo Ghirotto | Carrera   | s.t.     |
| 3    | Phil Anderson    | TVM       | s.t.     |

| Pos. | Corridore      | Squadra      | Tempo     |
| ---- | -------------- | ------------ | --------- |
| 1    | Gianni Bugno   | Château d'Ax | 27h41'58" |
| 2    | Eduardo Chozas | ONCE         | a 37"     |
| 3    | Daniel Steiger | Frank        | a 57"     |

### 7ª tappa
- 24 maggio: Fabriano > Vallombrosa – 197 km

Risultati
| Pos. | Corridore     | Squadra      | Tempo    |
| ---- | ------------- | ------------ | -------- |
| 1    | Gianni Bugno  | Château d'Ax | 5h15'23" |
| 2    | Pëtr Ugrjumov | Alfa Lum     | s.t.     |
| 3    | Charly Mottet | R.M.O.       | a 3"     |

| Pos. | Corridore         | Squadra      | Tempo     |
| ---- | ----------------- | ------------ | --------- |
| 1    | Gianni Bugno      | Château d'Ax | 32h57'09" |
| 2    | Daniel Steiger    | Frank        | a 1'12"   |
| 3    | Joachim Halupczok | Diana        | a 1'24"   |

### 8ª tappa
- 25 maggio: Reggello > Marina di Pietrasanta – 188 km

Risultati
| Pos. | Corridore         | Squadra      | Tempo    |
| ---- | ----------------- | ------------ | -------- |
| 1    | Stefano Allocchio | Italbonifica | 4h32'25" |
| 2    | Mario Cipollini   | Del Tongo    | s.t.     |
| 3    | Guido Bontempi    | Carrera      | s.t.     |

| Pos. | Corridore         | Squadra      | Tempo     |
| ---- | ----------------- | ------------ | --------- |
| 1    | Gianni Bugno      | Château d'Ax | 37h29'34" |
| 2    | Daniel Steiger    | Frank        | a 1'12"   |
| 3    | Joachim Halupczok | Diana        | a 1'24"   |

### 9ª tappa
- 26 maggio: La Spezia > Langhirano – 176 km

Risultati
| Pos. | Corridore          | Squadra  | Tempo    |
| ---- | ------------------ | -------- | -------- |
| 1    | Volodymyr Pulnikov | Alfa Lum | 5h04'15" |
| 2    | Dmitrij Konyšev    | Alfa Lum | a 1'39"  |
| 3    | Phil Anderson      | TVM      | s.t.     |

| Pos. | Corridore         | Squadra      | Tempo     |
| ---- | ----------------- | ------------ | --------- |
| 1    | Gianni Bugno      | Château d'Ax | 42h36'15" |
| 2    | Joachim Halupczok | Diana        | a 1'24"   |
| 3    | Eduardo Chozas    | ONCE         | a 1'25"   |

### 10ª tappa
- 27 maggio: Grinzane Cavour > Cuneo – cronometro individuale  – 68 km

Risultati
| Pos. | Corridore     | Squadra      | Tempo    |
| ---- | ------------- | ------------ | -------- |
| 1    | Luca Gelfi    | Del Tongo    | 1h31'46" |
| 2    | Gianni Bugno  | Château d'Ax | a 6"     |
| 3    | Lech Piasecki | Diana        | a 57"    |

| Pos. | Corridore         | Squadra      | Tempo     |
| ---- | ----------------- | ------------ | --------- |
| 1    | Gianni Bugno      | Château d'Ax | 44h08'07" |
| 2    | Marco Giovannetti | Seur         | a 4'08"   |
| 3    | Charly Mottet     | R.M.O.       | a 4'09"   |

### 11ª tappa
- 28 maggio:  Cuneo > Lodi  – 241 km

Risultati
| Pos. | Corridore            | Squadra   | Tempo    |
| ---- | -------------------- | --------- | -------- |
| 1    | Adriano Baffi        | Ariostea  | 6h19'07" |
| 2    | Phil Anderson        | TVM       | s.t.     |
| 3    | Jean-Paul van Poppel | Panasonic | s.t.     |

| Pos. | Corridore         | Squadra      | Tempo     |
| ---- | ----------------- | ------------ | --------- |
| 1    | Gianni Bugno      | Château d'Ax | 50h27'14" |
| 2    | Marco Giovannetti | Seur         | a 4'08"   |
| 3    | Charly Mottet     | R.M.O.       | a 4'09"   |

### 12ª tappa
- 29 maggio: Brescia > Baselga di Piné – 193 km

Risultati
| Pos. | Corridore         | Squadra      | Tempo    |
| ---- | ----------------- | ------------ | -------- |
| 1    | Éric Boyer        | Z            | 4h55'16" |
| 2    | Gianni Bugno      | Château d'Ax | a 33'    |
| 3    | Joachim Halupczok | Diana        | s.t.     |

| Pos. | Corridore         | Squadra      | Tempo     |
| ---- | ----------------- | ------------ | --------- |
| 1    | Gianni Bugno      | Château d'Ax | 55h22'55" |
| 2    | Marco Giovannetti | Seur         | a 4'16"   |
| 3    | Charly Mottet     | R.M.O.       | a 4'17"   |

### 13ª tappa
- 30 maggio: Baselga di Piné > Udine – 244 km

Risultati
| Pos. | Corridore              | Squadra    | Tempo    |
| ---- | ---------------------- | ---------- | -------- |
| 1    | Mario Cipollini        | Del Tongo  | 5h43'35" |
| 2    | Džamolidin Abdužaparov | Alfa Lum   | s.t.     |
| 3    | Alessio Di Basco       | Gis Gelati | s.t.     |

| Pos. | Corridore         | Squadra      | Tempo     |
| ---- | ----------------- | ------------ | --------- |
| 1    | Gianni Bugno      | Château d'Ax | 61h06'30" |
| 2    | Marco Giovannetti | Seur         | a 4'16"   |
| 3    | Charly Mottet     | R.M.O.       | a 4'17"   |

### 14ª tappa
- 31 maggio: Klagenfurt (A) > Klagenfurt (A) – 164 km

Risultati
| Pos. | Corridore        | Squadra   | Tempo    |
| ---- | ---------------- | --------- | -------- |
| 1    | Allan Peiper     | Panasonic | 4h02'26" |
| 2    | Pascal Poisson   | Z         | s.t.     |
| 3    | Massimo Ghirotto | Carrera   | a 13"    |

| Pos. | Corridore         | Squadra      | Tempo     |
| ---- | ----------------- | ------------ | --------- |
| 1    | Gianni Bugno      | Château d'Ax | 65h09'17" |
| 2    | Marco Giovannetti | Seur         | a 4'16"   |
| 3    | Charly Mottet     | R.M.O.       | a 4'17"   |

### 15ª tappa
- 1º giugno: Velden am Wörther See (A) > Dobbiaco – 226 km

Risultati
| Pos. | Corridore     | Squadra  | Tempo    |
| ---- | ------------- | -------- | -------- |
| 1    | Éric Boyer    | Z        | 6h16'14" |
| 2    | Jon Unzaga    | Seur     | s.t.     |
| 3    | Pëtr Ugrjumov | Alfa Lum | s.t.     |

| Pos. | Corridore         | Squadra      | Tempo     |
| ---- | ----------------- | ------------ | --------- |
| 1    | Gianni Bugno      | Château d'Ax | 71h26'15" |
| 2    | Marco Giovannetti | Seur         | a 4'16"   |
| 3    | Charly Mottet     | R.M.O.       | a 4'17"   |

### 16ª tappa
- 2 giugno: Dobbiaco > Passo Pordoi – 171 km

Risultati
| Pos. | Corridore         | Squadra      | Tempo    |
| ---- | ----------------- | ------------ | -------- |
| 1    | Charly Mottet     | R.M.O.       | 5h29'24" |
| 2    | Gianni Bugno      | Château d'Ax | s.t.     |
| 3    | Franco Chioccioli | Del Tongo    | a 2'16"  |

| Pos. | Corridore         | Squadra      | Tempo     |
| ---- | ----------------- | ------------ | --------- |
| 1    | Gianni Bugno      | Château d'Ax | 76h55'42" |
| 2    | Charly Mottet     | R.M.O.       | a 4'13"   |
| 3    | Marco Giovannetti | Seur         | a 6'40"   |

### 17ª tappa
- 3 giugno: Moena > Aprica – 223 km

Risultati
| Pos. | Corridore       | Squadra      | Tempo    |
| ---- | --------------- | ------------ | -------- |
| 1    | Leonardo Sierra | Selle Italia | 7h16'58" |
| 2    | Alberto Volpi   | Château d'Ax | a 52"    |
| 3    | Éric Boyer      | Z            | a 1'26"  |

| Pos. | Corridore         | Squadra      | Tempo     |
| ---- | ----------------- | ------------ | --------- |
| 1    | Gianni Bugno      | Château d'Ax | 84h14'50" |
| 2    | Charly Mottet     | R.M.O.       | a 4'13"   |
| 3    | Marco Giovannetti | Seur         | a 6'40"   |

### 18ª tappa
- 4 giugno: Aprica > Gallarate – 180 km

Risultati
| Pos. | Corridore              | Squadra   | Tempo    |
| ---- | ---------------------- | --------- | -------- |
| 1    | Adriano Baffi          | Ariostea  | 4h45'48" |
| 2    | Mario Cipollini        | Del Tongo | s.t.     |
| 3    | Džamolidin Abdužaparov | Alfa Lum  | s.t.     |

| Pos. | Corridore         | Squadra      | Tempo     |
| ---- | ----------------- | ------------ | --------- |
| 1    | Gianni Bugno      | Château d'Ax | 89h00'38" |
| 2    | Charly Mottet     | R.M.O.       | a 4'13"   |
| 3    | Marco Giovannetti | Seur         | a 6'40"   |

### 19ª tappa
- 5 giugno: Gallarate > Sacro Monte di Varese – cronometro individuale – 39 km

Risultati
| Pos. | Corridore        | Squadra      | Tempo   |
| ---- | ---------------- | ------------ | ------- |
| 1    | Gianni Bugno     | Château d'Ax | 58'04"  |
| 2    | Marino Lejarreta | ONCE         | a 1'20" |
| 3    | Luca Gelfi       | Del Tongo    | a 1'22" |

| Pos. | Corridore         | Squadra      | Tempo     |
| ---- | ----------------- | ------------ | --------- |
| 1    | Gianni Bugno      | Château d'Ax | 89h58'42" |
| 2    | Charly Mottet     | R.M.O.       | a 6'33"   |
| 3    | Marco Giovannetti | Seur         | a 9'01"   |

### 20ª tappa
- 6 giugno: Milano > Milano – 90 km

Risultati
| Pos. | Corridore        | Squadra   | Tempo    |
| ---- | ---------------- | --------- | -------- |
| 1    | Mario Cipollini  | Del Tongo | 1h52'26" |
| 2    | Adriano Baffi    | Ariostea  | s.t.     |
| 3    | Massimo Strazzer | Malvor    | s.t.     |

| Pos. | Corridore         | Squadra      | Tempo     |
| ---- | ----------------- | ------------ | --------- |
| 1    | Gianni Bugno      | Château d'Ax | 91h51'08" |
| 2    | Charly Mottet     | R.M.O.       | a 6'33"   |
| 3    | Marco Giovannetti | Seur         | a 9'01"   |

|  |

## Evoluzione delle classifiche
| Tappa              | Vincitore          | Classifica generale Maglia rosa | Classifica a punti Maglia ciclamino | Classifica scalatori Maglia verde | Classifica miglior giovane Maglia bianca | Classifica intergiro Maglia azzurra | Classifica a squadre |
| ------------------ | ------------------ | ------------------------------- | ----------------------------------- | --------------------------------- | ---------------------------------------- | ----------------------------------- | -------------------- |
| 1ª                 | Gianni Bugno       | Gianni Bugno                    | Gianni Bugno                        | Joachim Halupczok                 | Sergio Carcano                           | Maurizio Piovani                    | Diana-Colnago-Animex |
| 2ª                 | Giovanni Fidanza   | Gianni Bugno                    | Giovanni Fidanza                    | Claudio Chiappucci                | Joachim Halupczok                        | Sergio Carcano                      | Diana-Colnago-Animex |
| 3ª                 | Eduardo Chozas     | Gianni Bugno                    | Gianni Bugno                        | Eduardo Chozas                    | Daniel Steiger                           | Thierry Marie                       | Castorama-Raleigh    |
| 4ª-1ª              | Stefano Allocchio  | Gianni Bugno                    | Giovanni Fidanza                    | Eduardo Chozas                    | Daniel Steiger                           | Thierry Marie                       | Castorama-Raleigh    |
| 4ª-2ª              | Phil Anderson      | Gianni Bugno                    | Giovanni Fidanza                    | Eduardo Chozas                    | Daniel Steiger                           | Thierry Marie                       | Castorama-Raleigh    |
| 5ª                 | Fabrizio Convalle  | Gianni Bugno                    | Giovanni Fidanza                    | Eduardo Chozas                    | Daniel Steiger                           | Thierry Marie                       | Carrera-Vagabond     |
| 6ª                 | Luca Gelfi         | Gianni Bugno                    | Giovanni Fidanza                    | Phil Anderson                     | Daniel Steiger                           | Per Pedersen                        | Carrera-Vagabond     |
| 7ª                 | Gianni Bugno       | Gianni Bugno                    | Gianni Bugno                        | Phil Anderson                     | Daniel Steiger                           | Per Pedersen                        | Carrera-Vagabond     |
| 8ª                 | Stefano Allocchio  | Gianni Bugno                    | Giovanni Fidanza                    | Phil Anderson                     | Daniel Steiger                           | Per Pedersen                        | Carrera-Vagabond     |
| 9ª                 | Volodymyr Pulnikov | Gianni Bugno                    | Giovanni Fidanza                    | Claudio Chiappucci                | Joachim Halupczok                        | Phil Anderson                       | Carrera-Vagabond     |
| 10ª                | Luca Gelfi         | Gianni Bugno                    | Gianni Bugno                        | Claudio Chiappucci                | Joachim Halupczok                        | Phil Anderson                       | Diana-Colnago-Animex |
| 11ª                | Adriano Baffi      | Gianni Bugno                    | Phil Anderson                       | Claudio Chiappucci                | Joachim Halupczok                        | Phil Anderson                       | Diana-Colnago-Animex |
| 12ª                | Éric Boyer         | Gianni Bugno                    | Phil Anderson                       | Claudio Chiappucci                | Joachim Halupczok                        | Phil Anderson                       | Carrera-Vagabond     |
| 13ª                | Mario Cipollini    | Gianni Bugno                    | Phil Anderson                       | Claudio Chiappucci                | Joachim Halupczok                        | Phil Anderson                       | Carrera-Vagabond     |
| 14ª                | Alan Peiper        | Gianni Bugno                    | Phil Anderson                       | Claudio Chiappucci                | Joachim Halupczok                        | Phil Anderson                       | Carrera-Vagabond     |
| 15ª                | Éric Boyer         | Gianni Bugno                    | Phil Anderson                       | Claudio Chiappucci                | Joachim Halupczok                        | Phil Anderson                       | Carrera-Vagabond     |
| 16ª                | Charly Mottet      | Gianni Bugno                    | Phil Anderson                       | Claudio Chiappucci                | Volodymyr Pulnikov                       | Phil Anderson                       | ONCE                 |
| 17ª                | Leonardo Sierra    | Gianni Bugno                    | Gianni Bugno                        | Claudio Chiappucci                | Volodymyr Pulnikov                       | Phil Anderson                       | ONCE                 |
| 18ª                | Adriano Baffi      | Gianni Bugno                    | Phil Anderson                       | Claudio Chiappucci                | Volodymyr Pulnikov                       | Phil Anderson                       | ONCE                 |
| 19ª                | Gianni Bugno       | Gianni Bugno                    | Gianni Bugno                        | Claudio Chiappucci                | Volodymyr Pulnikov                       | Phil Anderson                       | ONCE                 |
| 20ª                | Mario Cipollini    | Gianni Bugno                    | Gianni Bugno                        | Claudio Chiappucci                | Volodymyr Pulnikov                       | Phil Anderson                       | ONCE                 |
| Classifiche finali | Classifiche finali | Gianni Bugno                    | Gianni Bugno                        | Claudio Chiappucci                | Volodymyr Pulnikov                       | Phil Anderson                       | ONCE                 |

## Classifiche finali

### Classifica generale - Maglia rosa
| Pos. | Corridore          | Squadra      | Tempo     |
| ---- | ------------------ | ------------ | --------- |
| 1    | Gianni Bugno       | Chateau d'Ax | 91h51'04" |
| 2    | Charly Mottet      | R.M.O.       | a 6'33"   |
| 3    | Marco Giovannetti  | Seur         | a 9'01"   |
| 4    | Volodymyr Pulnikov | Alfa Lum     | a 12'19"  |
| 5    | Federico Echave    | CLAS         | a 12'25"  |
| 6    | Franco Chioccioli  | Del Tongo    | a 12'36"  |
| 7    | Marino Lejarreta   | ONCE         | a 14'31"  |
| 8    | Pëtr Ugrjumov      | Alfa Lum     | a 17'02"  |
| 9    | Massimiliano Lelli | Ariostea     | a 17'14"  |
| 10   | Leonardo Sierra    | Selle Italia | a 19'12"  |

### Classifica a punti - Maglia ciclamino
| Pos. | Corridore        | Squadra       | Punti |
| ---- | ---------------- | ------------- | ----- |
| 1    | Gianni Bugno     | Chateau d'Ax  | 195   |
| 2    | Phil Anderson    | TVM-Yoko      | 176   |
| 2    | Mario Cipollini  | Del Tongo-Rex | 176   |
| 4    | Giovanni Fidanza | Chateau d'Ax  | 167   |
| 5    | Adriano Baffi    | Ariostea      | 118   |

### Classifica scalatori - Maglia verde
| Pos. | Corridore          | Squadra      | Punti |
| ---- | ------------------ | ------------ | ----- |
| 1    | Claudio Chiappucci | Carrera      | 74    |
| 2    | Maurizio Vandelli  | Gis Gelati   | 56    |
| 3    | Gianni Bugno       | Chateau d'Ax | 48    |
| 4    | Eduardo Chozas     | ONCE         | 47    |
| 5    | Phil Anderson      | TVM-Yoko     | 34    |

### Classifica giovani - Maglia bianca
| Pos. | Corridore          | Squadra          | Tempo     |
| ---- | ------------------ | ---------------- | --------- |
| 1    | Volodymyr Pulnikov | Alfa Lum         | 92h03'27" |
| 2    | Pëtr Ugrjumov      | Alfa Lum         | a 4'43"   |
| 3    | Massimiliano Lelli | Ariostea         | a 4'55"   |
| 4    | Leonardo Sierra    | Selle Italia     | a 6'53"   |
| 5    | Enrico Zaina       | Carrera-Vagabond | a 18'10"  |

### Classifica intergiro - Maglia azzurra
| Pos. | Corridore        | Squadra          | Punti     |
| ---- | ---------------- | ---------------- | --------- |
| 1    | Phil Anderson    | TVM-Yoko         | 47h56'08" |
| 2    | Massimo Ghirotto | Carrera-Vagabond | a 39"     |
| 3    | Luca Gelfi       | Del Tongo-Rex    | a 3'33"   |
| 4    | Werner Stutz     | Frank            | a 4'22"   |
| 5    | Gianni Bugno     | Chateau d'Ax     | a 5'08"   |